# Фатех Бенферджалла
Фатех Бенферджалла (араб. فاتح•بن فرج الله; нар. 15 квітня 2001, Алжир) — алжирський борець вільного стилю, дворазовий чемпіон, срібний та бронзовий призер чемпіонатів Африки, срібний призер Африканських ігор, учасник двох Олімпійських ігор.

## Спортивні результати на міжнародних змаганнях

### Виступи на Олімпіадах
| Змагання                    | Збірна | Вагова категорія          | Місце |
| --------------------------- | ------ | ------------------------- | ----- |
| Літні Олімпійські ігри 2020 | Алжир  | вільна боротьба, до 86 кг | 11    |
| Літні Олімпійські ігри 2024 | Алжир  | вільна боротьба, до 86 кг | 14    |

### Виступи на Чемпіонатах Африки
| Змагання                         | Збірна | Вагова категорія          | Місце  |
| -------------------------------- | ------ | ------------------------- | ------ |
| Чемпіонат Африки з боротьби 2019 | Алжир  | вільна боротьба, до 79 кг | Срібло |
| Чемпіонат Африки з боротьби 2020 | Алжир  | вільна боротьба, до 86 кг | Бронза |
| Чемпіонат Африки з боротьби 2022 | Алжир  | вільна боротьба, до 86 кг | Золото |
| Чемпіонат Африки з боротьби 2023 | Алжир  | вільна боротьба, до 86 кг | Золото |

### Виступи на Африканських іграх
| Змагання              | Збірна | Вагова категорія          | Місце  |
| --------------------- | ------ | ------------------------- | ------ |
| Африканські ігри 2019 | Алжир  | вільна боротьба, до 86 кг | Срібло |
| Африканські ігри 2024 | Алжир  | вільна боротьба, до 86 кг | 5      |

### Виступи на Середземноморських іграх
| Змагання                    | Збірна | Вагова категорія          | Місце |
| --------------------------- | ------ | ------------------------- | ----- |
| Середземноморські ігри 2022 | Алжир  | вільна боротьба, до 86 кг | 5     |

### Виступи на Іграх ісламської солідарності
| Змагання                          | Збірна | Вагова категорія          | Місце |
| --------------------------------- | ------ | ------------------------- | ----- |
| Ігри ісламської солідарності 2022 | Алжир  | вільна боротьба, до 86 кг | 5     |

### Виступи на інших змаганнях
| Змагання                                                          | Збірна | Вагова категорія          | Місце  |
| ----------------------------------------------------------------- | ------ | ------------------------- | ------ |
| Турнір Дана Колова — Николи Петрова 2019                          | Алжир  | вільна боротьба, до 79 кг | 13     |
| Турнір міста Сассарі з боротьби 2019                              | Алжир  | вільна боротьба, до 79 кг | Бронза |
| Турнір Яшара Догу 2019                                            | Алжир  | вільна боротьба, до 79 кг | 8      |
| Київський Міжнародний турнір з боротьби 2021                      | Алжир  | вільна боротьба, до 86 кг | 30     |
| Олімпійський кваліфікаційний турнір з боротьби 2020 (Хаммамет)    | Алжир  | вільна боротьба, до 86 кг | Срібло |
| Турнір Дана Колова — Николи Петрова 2022                          | Алжир  | вільна боротьба, до 86 кг | 10     |
| Турнір Ібрагіма Мустафи 2023                                      | Алжир  | вільна боротьба, до 86 кг | 16     |
| Арабський чемпіонат з боротьби 2023                               | Алжир  | вільна боротьба, до 86 кг | Срібло |
| Олімпійський кваліфікаційний турнір з боротьби 2024 (Александрія) | Алжир  | вільна боротьба, до 86 кг | Золото |
| Меморіал Імре Поляка та Яноша Варги 2024                          | Алжир  | вільна боротьба, до 86 кг | 9      |
| Меморіал Вацлава Циолковського 2024                               | Алжир  | вільна боротьба, до 86 кг | Бронза |

### Виступи на змаганнях молодших вікових груп
| Змагання                                                   | Збірна | Вагова категорія          | Місце  |
| ---------------------------------------------------------- | ------ | ------------------------- | ------ |
| Чемпіонат Африки з боротьби серед юніорів 2020             | Алжир  | вільна боротьба, до 86 кг | Срібло |
| Чемпіонат Африки з боротьби серед кадетів 2018             | Алжир  | вільна боротьба, до 80 кг | Золото |
| Середземноморський чемпіонат з боротьби серед кадетів 2018 | Алжир  | вільна боротьба, до 80 кг | Золото |
| Чемпіонат світу з боротьби серед кадетів 2018              | Алжир  | вільна боротьба, до 80 кг | 14     |
| Юнацькі Африканські ігри 2018                              | Алжир  | вільна боротьба, до 80 кг | Золото |
| Літні юнацькі Олімпійські ігри 2018                        | Алжир  | вільна боротьба, до 80 кг | Срібло |
| Чемпіонат Африки з боротьби серед юніорів 2019             | Алжир  | вільна боротьба, до 79 кг | Золото |
| Чемпіонат світу з боротьби серед юніорів 2019              | Алжир  | вільна боротьба, до 79 кг | 13     |